# Snědek rozkladitý
Snědek rozkladitý (Ornithogalum divergens) je druh jednoděložné rostliny z čeledi chřestovité (Asparagaceae).

## Popis
Jedná se o asi 10–25 cm vysokou vytrvalou rostlinu s kulovitou podzemní cibulí, vedlejší cibulky jsou vyvinuty, obvykle jich je 15-60, které ovšem netvoří vedlejší užší listy jako u snědku chocholičnatého. Listy jsou jen v přízemní růžici, přisedlé, asi 5-8 z jedné cibule. Čepele jsou úzce čárkovité, ploché až žlábkovité, se zřetelný bílým pruhem uprostřed, do 6 mm široké. Květy jsou v květenstvích, kterým je chocholík, který obsahuje nejčastěji 4-10 květů, listeny na bázi květních stopek jsou kratší, květní stopky jsou nejčastěji mírně dolů skloněné. Okvětních lístků je 6, jsou volné, asi 20 mm dlouhé a asi 7 mm široké. Jsou svrchu bílé barvy, na vnější straně mají uprostřed široký zelený pruh, vnější bílý pruh na okraji rubu pak bývá širší než 1 mm. Okvětní lístky jsou na vrcholu jsou uťaté až tupě zaokrouhlené, ve středu hrotité. Tyčinek je 6, nitky jsou bez zoubků. Gyneceum je srostlé ze 3 plodolistů, semeníky mají hrany většinou pravidelně rozestálé, nikoliv po 2 sblížené. Plodem je tobolka, dolní tobolky obsahují 1-15 semen.

## Rozšíření ve světě
Snědek rozkladitý roste převážně jižní Evropě s mírným přesahem do jižní části střední Evropy, na východ přesahuje do západní Asie.

## Rozšíření v Česku
V ČR byl z minulosti znám ze Znojemska, kde vzácně rostl na mezích, v příkopech a akátinách. V současnosti je to nezvěstný druh flóry ČR, kategorie A2..